# Hjälshammar och Framnäs
Hjälshammar och Framnäs en  av SCB avgränsad och namnsatt småort i Värnamo kommun i Jönköpings län. Småorten omfattar bebyggelse vid Vidöstern utmed den tidigare sträckningen av E4an söder om Värnamo i Värnamo socken.  